# 15151 Wilmacherup
A 15151 Wilmacherup (ideiglenes jelöléssel 2000 EU148) a Naprendszer kisbolygóövében található aszteroida. the Catalina Sky Survey. fedezte fel 2000. március 4-én.